# People's National Movement
Il People's National Movement è un partito politico trinidadiano.

## Risultati elettorali
| Elezione          | Voti    | %      | Seggi   |
| ----------------- | ------- | ------ | ------- |
| Parlamentari 1956 | 105.513 |        | 13 / 24 |
| Parlamentari 1961 | 190.003 |        | 20 / 30 |
| Parlamentari 1966 | 158.573 |        | 24 / 36 |
| Parlamentari 1971 | 99.723  |        | 36 / 36 |
| Parlamentari 1976 | 169.194 |        | 24 / 36 |
| Parlamentari 1981 | 218.557 |        | 26 / 36 |
| Parlamentari 1986 | 183.635 |        | 3 / 36  |
| Parlamentari 1991 | 233.150 |        | 21 / 36 |
| Parlamentari 1995 | 256.159 |        | 17 / 36 |
| Parlamentari 2000 | 276.334 |        | 16 / 36 |
| Parlamentari 2001 | 260.075 |        | 18 / 36 |
| Parlamentari 2002 | 308.762 |        | 20 / 36 |
| Parlamentari 2007 | 299.813 |        | 26 / 41 |
| Parlamentari 2010 | 285.354 |        | 12 / 41 |
| Parlamentari 2015 | 378.447 |        | 23 / 41 |
| Parlamentari 2020 | 322.250 | 49,08% | 22 / 41 |